# X-gal
X-gal (также BCIG от англ. bromo-chloro-indolyl-galactopyranoside) — органическое соединение, состоящее из галактозы, соединенной с индолом. Очень широко используется в качестве субстрата для бета-галактозидаз в генетической инженерии и молекулярной биологии.

## Применение

### Клонирование
X-gal используют при клонировании генов для определения экспрессии в клетке гена фермента β-галактозидазы, закодированного в гене lacZ.
X-gal расщепляется β-галактозидазами, при этом образуется галактоза и 5-бромо-4-хлоро-3-гидроксииндол. Последний окисляется в 5,5'-дибромо-4,4'-дихлоро-индиго, нерастворимый окрашенный продукт. В чашку Петри или культуральный флакон вносят X-gal совместно с индуктором β-галактозидаз, например, IPTG.
X-gal позволяет визуально определить, какие из колоний E. coli трансформированы нужным вектором. В норме в клетках E. coli фермент, закодированный геном lacZ синтезируется под действием индуктора IPTG, а синее окрашивание теряется у клеток, содержащих генно-инженерную конструкцию, в которой ген lacZ нарушен в результате генетической вставки.

### Репортер
Ген lacZ может быть использован в качестве репортерного, при выращивания бактерии или дрожжей на среде, содержащей X-gal. В случае, когда промотор гена-мишени связан с кодирующей частью гена галактозидазы, связывание белка-активатора с промотором, приводит к образованию окрашенного продукта расщепления X-gal.

### Исследование воды
X-Gal используют для определения E. coli и родственных бактерий в образцах воды.